# 3D Maze
3D Maze est un jeu vidéo de labyrinthe développé et édité par IJK Software, sorti en Europe en 1982. Le jeu est conçu par B. Cridland.

## Système de jeu
3D Maze est un jeu de labyrinthe dont l'objectif consiste à sortir d'un labyrinthe en trois dimensions. L'affichage du labyrinthe utilise la technique de 3D fil de fer.
L'affectation des touches dans la version BBC Micro est la suivante:
- avancer : flèche vers le haut
- gauche : flèche vers la gauche
- droite : flèche vers la droite
- affichage de la carte : touche M

## Portage
Le jeu a été porté sur Oric en 1983.